# Trent Buhagiar
Trent Anthony Buhagiar (Gosford, 27 febbraio 1998) è un calciatore maltese con cittadinanza australiana, attaccante dei Tampines Rovers e della nazionale maltese.

## Biografia
Nato a Gosford, è di origini maltesi.

## Carriera

### Club
Buhagiar ha giocato con i C.C. Mariners, il Sydney FC, con cui ha vinto due campionati australiani nel 2019 e nel 2020, e con i Newcastle Jets, con cui ha segnato 12 reti in 50 presenze complessive.
Il 5 luglio 2024, si trasferisce a parametro zero al Brescia, in Serie B, con cui firma un contratto annuale, risolvendo consensualmente il contratto già a gennaio 2025 con una sola presenza all'attivo.

### Nazionale
Tra il 2018 e il 2020 ha racimolato 6 presenze ed una rete con la rappresentativa Under-23 dell'Australia.
Successivamente ha deciso di giocare per Malta, da cui è stato convocato per la prima volta nell'ottobre 2024. Ha esordito con la selezione maltese il 13 del mese stesso in occasione della sfida di Nations League contro la Moldavia.

## Statistiche

### Presenze e reti nei club
Statistiche aggiornate al 6 ottobre 2024.
| Stagione                      | Squadra                       | Campionato                    | Campionato | Campionato | Coppe nazionali | Coppe nazionali | Coppe nazionali | Coppe continentali | Coppe continentali | Coppe continentali | Altre coppe | Altre coppe | Altre coppe | Totale | Totale |
| Stagione                      | Squadra                       | Comp                          | Pres       | Reti       | Comp            | Pres            | Reti            | Comp               | Pres               | Reti               | Comp        | Pres        | Reti        | Pres   | Reti   |
| ----------------------------- | ----------------------------- | ----------------------------- | ---------- | ---------- | --------------- | --------------- | --------------- | ------------------ | ------------------ | ------------------ | ----------- | ----------- | ----------- | ------ | ------ |
| 2015-2016                     | C.C. Mariners                 | AL                            | 5          | 0          | CA              | 0               | 0               | -                  | -                  | -                  | -           | -           | -           | 5      | 0      |
| 2016-2017                     | C.C. Mariners                 | AL                            | 26         | 2          | CA              | 0               | 0               | -                  | -                  | -                  | -           | -           | -           | 26     | 2      |
| 2017-2018                     | C.C. Mariners                 | AL                            | 19         | 2          | CA              | 0               | 0               | -                  | -                  | -                  | -           | -           | -           | 19     | 2      |
| Totale Central Coast Mariners | Totale Central Coast Mariners | Totale Central Coast Mariners | 50         | 4          |                 | 0               | 0               |                    | -                  | -                  |             | -           | -           | 50     | 4      |
| 2018-2019                     | Sydney FC                     | AL                            | 0          | 0          | CA              | 4               | 4               | AFC                | -                  | -                  | -           | -           | -           | 4      | 4      |
| 2019-2020                     | Sydney FC                     | AL                            | 18+2       | 3          | CA              | 0               | 0               | AFC                | 6                  | 5                  | -           | -           | -           | 26     | 8      |
| 2020-2021                     | Sydney FC                     | AL                            | 11         | 1          | CA              | 0               | 0               | AFC                | 0                  | 0                  | -           | -           | -           | 11     | 1      |
| 2021-2022                     | Sydney FC                     | AL                            | 23         | 5          | CA              | 2               | 0               | AFC                | 6                  | 2                  | -           | -           | -           | 31     | 7      |
| Totale Sydney FC              | Totale Sydney FC              | Totale Sydney FC              | 52+2       | 9          |                 | 6               | 4               |                    | 12                 | 7                  |             | -           | -           | 72     | 20     |
| 2022-2023                     | Newcastle Jets                | AL                            | 24         | 5          | CA              | 1               | 0               | -                  | -                  | -                  | -           | -           | -           | 25     | 5      |
| 2023-2024                     | Newcastle Jets                | AL                            | 23         | 5          | CA              | 2               | 2               | -                  | -                  | -                  | -           | -           | -           | 25     | 7      |
| Totale Newcastle United Jets  | Totale Newcastle United Jets  | Totale Newcastle United Jets  | 47         | 10         |                 | 3               | 2               |                    | -                  | -                  |             | -           | -           | 50     | 12     |
| 2024-2025                     | Brescia                       | B                             | 1          | 0          | CI              | 0               | 0               | -                  | -                  | -                  | -           | -           | -           | 1      | 0      |
| Totale carriera               | Totale carriera               | Totale carriera               | 150+2      | 23         |                 | 9               | 6               |                    | 12                 | 7                  |             | -           | -           | 173    | 36     |

### Cronologia presenze e reti in nazionale
| Cronologia completa delle presenze e delle reti in nazionale ― Malta | Cronologia completa delle presenze e delle reti in nazionale ― Malta | Cronologia completa delle presenze e delle reti in nazionale ― Malta | Cronologia completa delle presenze e delle reti in nazionale ― Malta | Cronologia completa delle presenze e delle reti in nazionale ― Malta | Cronologia completa delle presenze e delle reti in nazionale ― Malta | Cronologia completa delle presenze e delle reti in nazionale ― Malta | Cronologia completa delle presenze e delle reti in nazionale ― Malta |
| Data                                                                 | Città                                                                | In casa                                                              | Risultato                                                            | Ospiti                                                               | Competizione                                                         | Reti                                                                 | Note                                                                 |
| -------------------------------------------------------------------- | -------------------------------------------------------------------- | -------------------------------------------------------------------- | -------------------------------------------------------------------- | -------------------------------------------------------------------- | -------------------------------------------------------------------- | -------------------------------------------------------------------- | -------------------------------------------------------------------- |
| 13-10-2024                                                           | Ta' Qali                                                             | Malta                                                                | 1 – 0                                                                | Moldavia                                                             | UEFA Nations League 2024-2025 - 1º turno                             | -                                                                    | 46’                                                                  |
| 14-11-2024                                                           | Ta' Qali                                                             | Malta                                                                | 2 – 0                                                                | Liechtenstein                                                        | Amichevole                                                           | -                                                                    |                                                                      |
| 19-11-2024                                                           | Ta' Qali                                                             | Malta                                                                | 0 – 0                                                                | Andorra                                                              | UEFA Nations League 2024-2025 - 1º turno                             | -                                                                    | 46’                                                                  |
| Totale                                                               |                                                                      | Presenze                                                             | 3                                                                    |                                                                      | Reti                                                                 | 0                                                                    |                                                                      |

## Palmarès

### Competizioni nazionali
- Campionato australiano: 2

Sydney FC: 2018-2019, 2019-2020